# Witgestippelde vioolrog
De witgestippelde vioolrog (Rhinobatos albomaculatus) is een vis uit de familie van de vioolroggen (Rhinobatidae), orde Rhinopristiformes, die voorkomt in het oosten en het zuidoosten van de Atlantische Oceaan.

## Beschrijving
De witgestippelde vioolrog is grijs van kleur, met witte vlekken. De soort bereikt een maximale lengte van 75 centimeter.

## Voorkomen
De soort komt voor in zout en brak tropisch water. De diepte waarop de soort voorkomt is maximaal 35 meter onder het wateroppervlak.

## Leefwijze
Het dieet van de vis bestaat hoofdzakelijk uit dierlijk voedsel.

## Relatie tot de mens
De witgestippelde vioolrog is voor de visserij van beperkt commercieel belang en staat als kritiek op de Rode Lijst van de IUCN.